# Career
Career is een film uit 1959 onder regie van Joseph Anthony. De film is gebaseerd op een boek van Philip Stong. Ze werd genomineerd voor drie Oscars. Acteur Anthony Franciosa won een Golden Globe voor zijn rol.
Actrices Shirley MacLaine en Carolyn Jones hadden eigenlijk elkaars rollen, maar MacLaine was meer geïnteresseerd in de rol van Sharon Kensington en ook Jones gaf toe meer belangstelling te hebben naar de rol die MacLaine toen nog had. MacLaine kreeg nog jaren te maken met het spelen van de rol, aangezien haar enkel nog dat soort rollen werd aangeboden.

## Verhaal
Sam Lawson is een beginnend acteur die zijn geluk probeert te vinden op Broadway. Hij wordt lid van een kleine theatergroep, begeleid door Maury Novak. Ondertussen trouwt hij met zijn jeugdvriendinnetje, maar aan dat huwelijk komt al snel een einde. Maury groeit ondertussen uit tot een succesvolle regisseur. Sam verwacht dat zijn grote doorbraak ook snel zal volgen, maar Maury vindt het te risicovol om een onbekende acteur op de planken te zetten. Sam zint op wraak en besluit een affaire te begonnen met Maury's alcoholistische vriendinnetje Sharon Kensington. Sharon verlaat al snel Maury voor Sam en ze trouwen na geringe tijd. Ook dit huwelijk duurt niet lang. Sharon vraagt al snel een scheiding aan. Sam wil alleen tot overeenstemming komen op voorwaarde dat Maury hem de hoofdrol geeft in zijn toneelstuk.
Ook Maury stemt hiermee in, maar geeft de rol toch stiekem aan een ster uit Hollywood. Sam is razend, maar wordt onderbroken als hij naar Korea moet voor de oorlog. Wanneer hij terugkeert, ontdekt hij dat hij en Maury op de zwarte lijst zijn gezet vanwege hun medewerking aan een kleine theatergroep. Ze besluiten samen te werken om zelf een toneelstuk te produceren in een klein theater. Maury zal het regisseren en Sam krijgt de hoofdrol. Het toneelstuk blijkt een groot succes en Sam wordt eindelijk een ster.

## Rolverdeling
| Acteur            | Personage               |
| ----------------- | ----------------------- |
| Dean Martin       | Maurice 'Maury' Novak   |
| Anthony Franciosa | Sam Lawson              |
| Shirley MacLaine  | Sharon Kensington       |
| Carolyn Jones     | Shirley Drake           |
| Joan Blackman     | Barbara Lawson Helmsley |
| Robert Middleton  | Robert Kensington       |
| Donna Douglas     | Marjorie Burke          |
| Jerry Paris       | Allan Burke             |